# Parandra mariahelenae
Parandra mariahelenae là một loài bọ cánh cứng trong họ Cerambycidae.